# 西丰镇 (饶河县)
西丰镇，是中华人民共和国黑龙江省双鸭山市饶河县下辖的一个乡镇级行政单位。

## 行政区划
西丰镇下辖以下地区：
西丰村、东林村、东南村、五道桥村、莲花村、乐山村、河南村、河北村、联合村、富丰村、芦源村、苇子沟村、长山村、迎丰村、连丰村、果树场生活区、良种场生活区和渔丰村生活区。